# Pallacanestro Olimpia Milano 1987-1988
Questa voce raccoglie le informazioni riguardanti la Pallacanestro Olimpia Milano, sponsorizzata Tracer nelle competizioni ufficiali della stagione 1987-1988.

## Verdetti stagionali
Competizioni nazionali
- Serie A1 1987-1988:

regular season: 2ª classificata su 16 squadre (21 partite vinte su 30),
play off: Finalista
- Coppa Italia 1988: Ottavi di finale[2]

Competizioni europee
- Coppa dei Campioni 1987-1988: Vincitrice  (3º titolo)
- Coppa Intercontinentale 1987: Vincitrice (1º titolo)

## Stagione
L'Olimpia, sponsorizzata Tracer affrontò la stagione con una nuova guida tecnica infatti Dan Peterson si era ritirato dall'attività e il suo posto 
venne preso dal suo assistente Franco Casalini. 
Il primo impegno fu costituito dalla Coppa Intercontinentale a cui l'Olimpia partecipava in qualità di Campione d'Europa e che si disputò proprio a Milano dal 15 al 20 settembre 1987. I Milanesi si qualificarono alle semifinali come secondi del loro girone dopo aver battuto gli argentini del Ferro Carril Oeste e gli statunitensi Washington All-Stars ed essere stati superati dal Barcellona. Il 19 settembre la Tracer superò in semifinale gli jugoslavi del Cibona Zagabria per 94 a 83 aggiudicandosi il diritto di contendere la coppa in finale al Barcellona. Il 20 settembre l'Olimpia superò i Catalani per 100 a 84 conquistando il trofeo.
Dopo poche partite del Campionato e l'andata del primo turno di Coppa dei Campioni l'Olimpia fu impegnata nel primo McDonald's Open che si tenne a Milwaukee (USA). Nel primo incontro del torneo la squadra milanese incontrò il 23 ottobre 1987 padroni di casa dei Milwaukee Bucks venendo sconfitta 111 a 123, il giorno successivo affrontò la Nazionale dell'Unione Sovietica perdendo 108 a 135 terminando così al 3º e ultimo posto del torneo.
In Coppa Italia l'Olimpia eliminò al primo turno l'Annabella di Pavia mentre negli ottavi incontrò il 2 febbraio 1988 in trasferta Cantù che con il risultato di 86 a 85 batté i milanesi eliminandoli.
In Coppa dei Campioni dopo aver eliminato nel primo turno i bulgari del Balkan Botevgrad disputò il girone di quarti di finale classificandosi 3ª su otto squadre e ottenendo l'accesso alle final four che si tennero a Gand. Qui il 5 aprile 1988 l'Olimpia affrontò e superò per 87 a 82 l'Aris Salonicco di Nikos Galīs. In finale trovò come l'anno precedente gli israeliani del Maccabi di Tel Aviv rinforzati dall'ex Ken Barlow riuscendo a batterli il 7 aprile per 90 a 84 vincendo il trofeo e confermandosi Campione d'Europa.
Nella regular season del campionato di serie A1 la Tracer arrivò al 2ª alle spalle di Varese. Nei play off incontrò nei quarti di finale il Banco di Roma superandolo per due partite a una e qualificandosi per le semifinali dove incontrò Cantù superandolo per due partite a zero. In finale si trovò ad affrontare la Scavolini Pesaro di Valerio Bianchini. La prima partita a Pesaro fu vinta dalla squadra di casa 90 a 82, i Pesaresi vinsero anche la successiva a Milano per 86 a 83, la terza partita sempre a Milano fu vinta dall'Olimpia ma quando si tornò a Pesaro per la quarta partita la squadra di Bianchini non fallì e il 19 maggio 1988 batté i milanesi per 97 a 88.

## Organigramma societario
Area tecnica
- Allenatore: Franco Casalini

## Roster
| Nominativo        | Nazionalità        | Note   |
| ----------------- | ------------------ | ------ |
| Mike D'Antoni     | Stati Uniti Italia | [ 11 ] |
| Roberto Premier   | Italia             | [ 11 ] |
| Bob McAdoo        | Stati Uniti        | [ 11 ] |
| Dino Meneghin     | Italia             | [ 11 ] |
| Rickey Brown      | Stati Uniti        | [ 11 ] |
| Piero Montecchi   | Italia             | [ 11 ] |
| Riccardo Pittis   | Italia             | [ 11 ] |
| Fausto Bargna     | Italia             | [ 11 ] |
| Mario Governa     | Italia             | [ 11 ] |
| Massimiliano Aldi | Italia             | [ 12 ] |
| Fabrizio Ambrassa | Italia             | [ 12 ] |

## Mercato
Rispetto alla stagione precedente escono dal roster alcuni protagonisti come Franco Boselli destinazione Forlì, Vittorio Gallinari a Pavia e L'americano Ken Barlow che si trasferisce a Tel Aviv dal Maccabi. Il nuovo americano è l'ex NBA Rickey Brown proveniente da Brescia mentre da Reggio Emilia arriva il play Piero Montecchi.